# 马来西亚航空17号班机空难
马来西亚航空17号班机是一趟从阿姆斯特丹史基浦机场飞往马来西亚吉隆坡国际机场的國際線定期客運航班，2014年7月17日，执飞该航班的波音777-200ER型客机（注册号9M-MRD）在乌克兰东部空域33,000英尺（10,000）高度巡航时被俄军第53防空导弹旅2连3营所属的一辆山毛榉导弹发射车发射導彈击毁，机上283名乘客和15名机组成员悉数罹难。与地面失去联系时，客机距乌俄边境约50公里。客机残骸坠落于乌克兰东部顿内次克州赫拉博韦附近，距乌俄边境约40公里。事件发生于乌俄战争早期的顿巴斯战争期间，事发地附近区域时为俄国在占领区扶植的傀儡政权「顿涅茨克人民共和国」控制。
事故的调查由荷兰安全委员会（DSB）和荷兰领导的联合调查组（JIT）负责。JIT调查证实，客机是被一枚从地面往飛機方向发射的導彈，以外力方式（山毛榉导弹破片）摧毀的，肇事的导弹发射车則属于俄军，其和驻扎在俄罗斯库尔斯克第53防空導彈旅的一部車輛特徵相同。在事发当日从俄罗斯联邦越境进入乌克兰，在俄占区的一處地點发射一枚导弹。該車并在其后返回俄国。
DSB和JIT的调查结论同之前美国和德国的情报，以及乌克兰政府的声称相符。根据JIT的调查结论，荷兰与澳大利亚政府于2018年5月认定俄国制造了此次袭击事件，并展开司法程序。然而，俄国政府否认同事件相关，並有干擾調查部門充分收集資料等前科，并在事发后对飞机坠毁原因随着时间推移给出了许多不同描述，俄媒对此事的报道也不同于其他国家。
2022年11月17日，经缺席审判，荷蘭開庭作出終審裁定，法院公佈報告指，經查三名嫌犯與事故調查吻合，宣判被告有罪確定，俄罗斯公民、原俄罗斯联邦安全局特工伊戈尔·基尔金（化名伊戈尔·斯特列尔科夫）在内的三人因谋杀MH17客机上298人被缺席判处终身监禁。2022年12月，由于控辩双方均未提出上诉，全案定讞。2023年，另針對俄軍領導責任的案件部分，檢察官稱，根據一份俄軍錄音指，軍事裝備的轉移依法需要普京的命令進行，不過因為未有證據顯示國防部門授意擊落，因此決定對俄方高層採不起訴處分。
2025年5月12日，国际民用航空组织理事会通过成員跨國决议，裁定俄罗斯应对MH17坠毁事件负责。俄羅斯仍拒絕承認該決議。
該次空難為馬來西亞航空2014年第二宗空難（前一宗为370號客机），马航运营68年历史上第四宗导致人员伤亡的空难，也是马航有史以来罹難人數最多的一场空难。同时，此次事件也是21世紀以來死亡人數最多的空難，以及目前为止致死人數最多的民航機遭擊落事件，超过1988年引致290人死亡的伊朗航空655號班機空難。

## 失事飞机

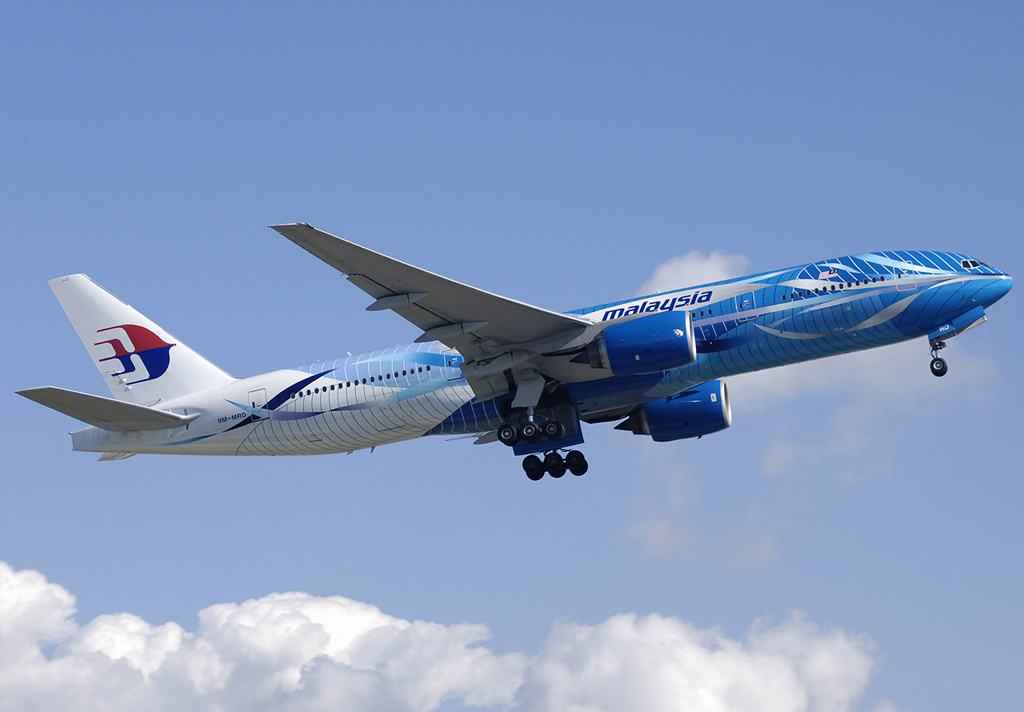
9M-MRD在2005-2008年間塗上Freedom of Space塗裝

失事班機是一架1997年波音777-2H6ER長程雙發動機廣體客機，注册号9M-MRD:30、波音出廠序號28411，由馬來西亞航空执飞，並與荷蘭皇家航空共用班號（班號為KL4103）。该机是第84架生产的波音777，首飞于1997年7月17日（恰好为事故发生前整整17年），并于当年7月29日交付马来西亚航空。该机装备两台罗尔斯-罗伊斯遄达892发动机，总共有280个座位（33商务舱和247经济舱），事发前飞机已在11430次起降中积累超过76300飞行小时:30，并在事发时处于适航状态:31。
根据马来西亚航空的声明，失事客机上一次维修是于2014年7月11日在吉隆坡国际机场进行，下一次检修应于2014年8月27日。记录显示客机没有技术问题。事发时客机的通信系统运转正常

## 乘客和机组成员
| 国家       | 乘客 | 機組 | 共計 |
| ---------- | ---- | ---- | ---- |
| 荷蘭       | 193  |      | 193  |
| 马来西亚   | 28   | 15   | 43   |
|            | 27   |      | 27   |
| 印度尼西亞 | 12   |      | 12   |
| 英国       | 10   |      | 10   |
| 德国       | 4    |      | 4    |
| 比利时     | 4    |      | 4    |
| 菲律賓     | 3    |      | 3    |
| 加拿大     | 1    |      | 1    |
| 新西兰     | 1    |      | 1    |
| 總計       | 283  | 15   | 298  |

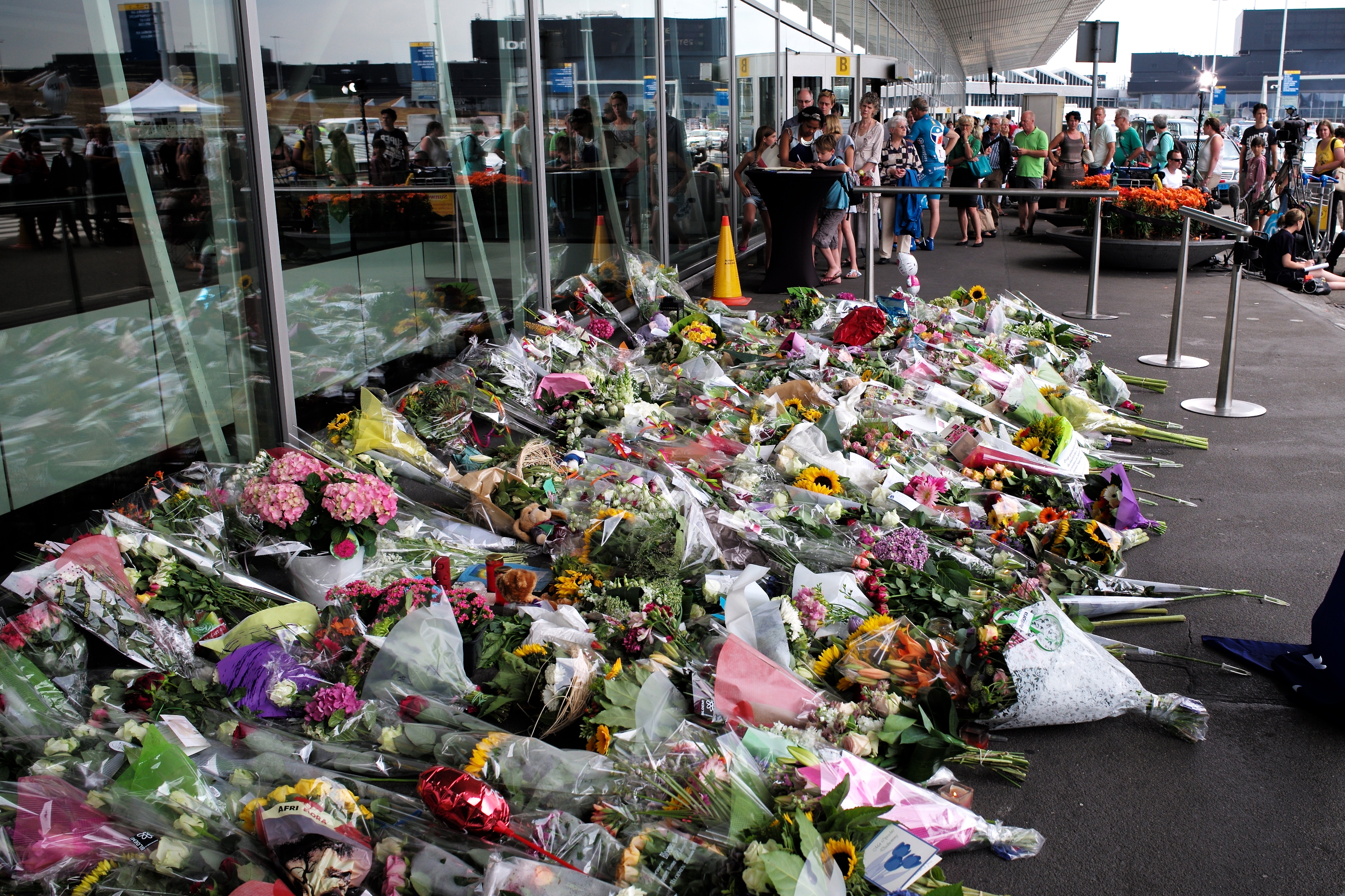
事故发生后荷兰民众在史基浦机场摆放鲜花悼念遇难者

根據大馬媒體《光明日报》报道，时任马来西亚首相纳吉及时任马来西亚国防部长希山慕丁的外婆——丹斯里西蒂·阿米拉（Siti Amirah，83岁）乘坐了坠毁航班；纳吉家族发言人透露，西蒂独自从阿姆斯特丹乘坐飞机，打算返回到印尼日惹，并准备在吉隆坡国际机场转机。同時，机上乘客中有至少6名国际艾滋病研究专家及家属，其中包括曾经在阻断艾滋病母婴传播的方面做出巨大成就的前国际艾滋病学会主席乔普·朗格。这些专家原计划前往澳大利亚墨尔本参加第20届世界艾滋病大会。国际艾滋病学会随后也发表声明确认了这些专家遇难。另外，澳大利亚确认共有38名公民在这场空难中遇难，包含澳籍華裔女性等，以及在歐洲經營愛心米其林中餐館的夫婦也遇劫，而馬來西亞航班機組中，也有至少6名本地華人被害。
MH17航班是长途航班，因此安排两批机组人员轮班驾驶飞机，他们分别是：
- 机长：Wan Amran Wan Hussin（50岁）、朱仁隆（45岁）[58]
- 副机长：Ahmad Hakimi Hanapi（29岁）、Muhd Firdaus Abdul Rahim（29岁）
- 空服人员11名：
  - 座舱长：Mohd Ghafar Abu Bakar（54岁）
  - 其他空服人员10名

## 事发经过

馬來西亞航空MH17號班機失事前飛行路線

馬來西亞航空MH17號班機失事前飛行路線

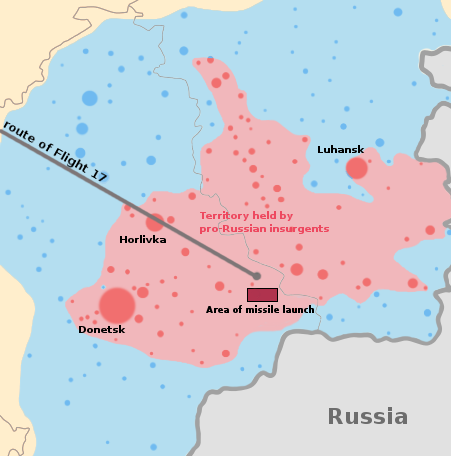
马来西亚航空17号班机坠机地图
--------------------------------------
马来西亚航空17号班机航线
发射导弹的大致区域
由亲俄罗斯武装占据的领土范围

班机于欧洲中部夏令时间（UTC+2）7月17日12时14分（UTC 10:14）离开阿姆斯特丹史基浦机场G03登机口，并于16分钟后起飞，原预计于马来西亚标准时间（UTC+8）7月18日6时整抵达马来西亚吉隆坡国际机场。

### 巡航
根据原飞行计划，MH17应在乌克兰上空保持飞行高度层(FL) 330（33,000英尺，10,000），直到第聂伯罗彼得罗夫斯克（现名第聂伯罗）附近爬升至FL 350来完成乌克兰境内的余下航程。根据空管记录，12时53分（UTC）时第聂伯罗彼得罗夫斯克空管建议MH17按计划提升至FL 350以避开附近空域中同样处于FL 330的SQ351，但MH17机组要求继续保持FL 330并得到了空管的同意（空管命令SQ351提升至FL 350以避免冲撞）。13时00分，机组因为天气原因要求向原定航线以北偏航20海里，并同样得到了空管的授权，之后机组又要求爬升至FL 340（10,000），但遭到了空管的拒绝。
13时19分21秒（UTC），乌克兰第聂伯罗彼得罗夫斯克空管聯絡上俄罗斯罗斯托夫空管区，并于13时19分53秒通知MH17准备移交管制权，13时19分56秒（UTC），机组发出了最后的确认信息，此时雷达记录显示MH17位于L980航线以北3.6海里。之后空管数次尝试聯絡MH17，但都没有得到回应。
协调世界时（UTC）13时20分，班机在乌克兰东部边境（48.135N, 38.503E）最后一次传回数据，此时该机巡航高度为33,000英尺（10,000）。
坠机事故发生后，原俄罗斯联邦安全局（FSB）特工，俄国人基尔金以顿内次克军队领导人的身份在社交网站VKontakte发帖称“击落了一架乌军An-26运输机”。但不久删除。
乌克兰称，分裂组织封锁了整个事故地区，并阻止警察和救援人员靠近。同时，顿涅茨克人民共和国声称已经找到客机的黑盒子，将交付给俄罗斯，并保证事故调查人员及国际观察员在乌克兰东部马航坠机地点的安全。同时，在欧洲安全与合作组织三方合作小组同民间武装代表进行了線上会议后，民间武装称也将提供给他们自由出入事故现场的权利。最终，2014年7月22日当地时间凌晨2时左右，飞机的两个黑匣子由民间武装完整地交给马来西亚调查人员，并于7月23日转交由英國航空事故調查局（AAIB）進行調查。
2014年9月9日，荷兰安全委员会公布了空难初步调查报告，其中初步认定，客机很可能遭到了大量高能物体从外部穿透，导致机身结构性损伤、在空中解体，没有证据表明存在机械故障或人为错误。

### 碎片分布
此后飞机被确认坠毁在乌克兰顿涅茨克州东部多列士附近的赫拉博韦，碎片分布在34平方公里的范围内。

### 附近的飞机
马来西亚航空17号班机被击落时，同一地区还有另外三架商用飞机：印度航空113号航班 (AI113)，这是一架波音787，从德里飞往伯明翰；长荣航空88号航班 (BR88)，是一架从巴黎飞往台北的波音777。距离最近的飞机是新加坡航空351号航班(SQ351)，距离33公里，是一架从哥本哈根飞往新加坡的波音777飞机:41。

### 时间线
| 持续时间（HH:MM） | 相對时间                  | 相對时间                      | 相對时间                      | 相對时间                      | 事件                               |
| 持续时间（HH:MM） | 协调世界时 UTC±0 航空計時 | 欧洲中部夏令时间 UTC+2 出發地 | 欧洲东部夏令时间 UTC+3 事發地 | 马来西亚标准时间 UTC+8 目的地 | 事件                               |

马来西亚航空17号班机失事前飞行路线

| ----------------- | ------------------------- | ----------------------------- | ----------------------------- | ----------------------------- | ---------------------------------- |
| 00:00             | 10:14z                    | 12:14                         | 13:14                         | 18:14                         | MH17航班从阿姆斯特丹史基浦机场出发 |
| 03:06             | 13:20z                    | 15:20                         | 16:20                         | 21:20                         | 飞机从乌克兰雷达上消失             |
| 11:46             | 22:00z                    | 00:00                         | 01:00                         | 06:00                         | MH17航班预计抵达吉隆坡國際機場     |

## 事故调查
荷兰领导了两项平行的调查，一项调查坠机的技术原因，另一项调查是单独的刑事调查。技术调查报告于2015年10月13日发布，刑事调查于2016年9月报告了部分调查结果。根据国际民用航空公约, 事故调查应由事发地所在国家负责，但该国可以将调查委托给另一个国家。而乌克兰则已将两项调查的主导权委托给荷兰。

### 现场调查
空难当日，三方联络小组（欧洲安全与合作组织、乌克兰政府同俄罗斯）召开会议，随后同俄占当局叛军代表举行線上会议，俄占当局承诺向乌克兰国家调查委员会提供“安全通道和安全保证”，并与乌克兰当局和欧安组织监察员合作。然而在调查的前两天，俄国武装分子阻止乌克兰国家紧急情况部和欧安组织调查员自由出入坠机现场，调查队只待了75分钟就返回顿内次克。
乌克兰外交部代表表示，坠机现场找到的尸体，将被送往北部270公里的哈尔科夫作尸检。7月18日共发现181具尸体。但俄国武装將所尋獲的遺體先拖走，或裝上附近車站停靠的冷凍貨物列車，而因天氣炎熱已讓遺體漸漸腐敗，且現場有野狗與其他野生動物會啃食、破壞遺體。
7月21日，乌克兰总统彼得·波罗申科下令，要求乌克兰军队在距马航17号航班客机坠毁地点半径40公里范围内停火。当日晚些时候，亲俄政权顿涅茨克人民共和国总理亞歷山大·博羅代也要求民间武装力量在相同范围内实施停火。乌克兰国家安全与国防委员会发言人表示，波罗申科宣布停火是为了“国际机构能够没有干扰的调查飞机失事地的情况以及对遇难者遗体鉴定”。
美国总统贝拉克·奥巴马21日在白宫发表讲话，指责分离组织正在从事故地点挪动证据，并警告俄罗斯应停止支持分离组织，要求他们积极协助国际社会展开调查。
7月22日，乌克兰政府发布消息说，失事客机黑匣子的翻譯工作将在英国进行，国际民航组织代表将参与。
美国一位高级政府官员向美国广播公司透露，联邦调查局和国家运输安全委员会以“咨询角色”，准备前往乌克兰调查。

### 荷兰安全委员会的技术调查

#### 初步报告
2014年9月9日，荷兰安全委员会（DSB）公布了针对MH17客机坠毁原因的初步报告:16。该初步调查报告的结论是，在飞行数据记录器和驾驶舱语音记录器（CVR&FDR，俗称“黑匣子”）于13:20:03UTC停止工作之前，没有证据表明飞机存在技术故障或机组操作失误。报告还称：“在飞机前机身和驾驶舱部分观察到的损坏似乎表明飞机外部存在大量高能物体的撞击”，调查人员称，这种损坏可能导致结构完整性被破坏，导致飞机在飞行中从前部开始解体，并且导致飞机碎片的地理分布广泛。
DSB主席吉贝·朱斯特拉解释道，当前的调查结论表明“MH17坠机有外部原因”，但确定确切的原因尚需进一步调查。他还表示，荷兰安全委员会希望最终的技术调查报告将在一年后公布。

#### 最终技术调查报告
2015年10月13日，荷兰安全委员会（DSB）发布了MH17空难的最终技术调查报告。报告得出结论，MH17坠机事件是因客机被一枚携带9N314M弹头的9M38系列山毛榉地对空导弹击中导致的。
导弹在飞机驾驶舱外部左侧上方爆炸，其破片杀死了驾驶舱内的三人，并对客机造成了结构性损坏，导致飞机解体，并使得残骸坠落到面积达50平方公里的范围，使机上298人全部死亡。根据证据，排除了遭遇流星撞击，飞机存在技术缺陷，飞机上炸弹爆炸、或是被空对空导弹攻击等情况。此外，驾驶舱人员的遗体上也发现了导弹碎片，在驾驶舱中还发现了山毛榉导弹弹头的油漆痕迹。荷兰国家航太实验室计算了导弹的弹道，确定导弹是在托雷资东南一片320平方公里的范围内发射的。由于不属于其职权范围，荷兰安全委员会没有缩小特定发射点的范围:147。荷兰安全委员会没有说明肇事导弹由何人发射，但其最终报告中确定的发射地点四周一定范围內事发时全由俄国以武装控制。
由于一度存在航线安全争议，除了进行技术调查以外，荷兰安全委员会还对航线选择做了调查。一些航空公司在MH17被击落前避开了乌克兰东部领空，但来自32个国家的62家航空公司则继续在该地区上空飞行:224。荷兰安全委员会也指出，由于持续的冲突和之前军机被击落的事件，乌克兰应当在事发前关闭乌克兰东部上空的空域:10（由于认为叛军没有能威胁到高空的防空武器，同时也不知晓俄国偷运防空导弹进入乌克兰领土，乌克兰当时仅关闭了较低高度的空域）。但调查报告也指出涉及武装冲突的国家很少这么做:11。荷兰安全委员会最終對烏克蘭方的責任部分，是以建议方式，指出这些国家在评估其空域时应当更加谨慎，而航空公司在选择途径冲突地区的航线时应当更彻底地评估风险。

### 刑事侦查
对MH17被击落事件的刑事调查由荷兰司法部检察署牵头，由数十名检察官和200余名调查员参与，是荷兰历史上最大规模的刑事调查。由荷兰，比利时，乌克兰和澳大利亚，以及随后于11月加入的马来西亚组成了联合调查组(JIT), 其调查人员采访了证人，检查了法医样本，卫星数据，截获的通讯和网络信息。在调查初期，JIT排除了事故，内部恐怖袭击或是客机被另一架飞机击落的可能性。

#### 联合调查组的发现
2016年9月28日，联合调查组(JIT)公佈了詳細的MH17空難的調查中間報告，報告中指出擊落MH17的山毛櫸飛彈導彈發射地點为親俄武裝分子控制的斯尼日內以南的一处田野中。JIT还发现，这辆发射车本身來自俄羅斯領土，在事发当日被注意到偷运进入乌克兰领土，又在事发后被快速运回俄国。而且运回俄国时，这辆山毛榉导弹发射车被拍到少了一枚导弹。联合调查组（JIT）表示，他们已经确认了100名人员，包括目击者和嫌疑人，这些人员涉及山毛榉导弹发射车的移动，尽管他们尚在确定一个需对此负责的明确指挥链。荷兰首席检察官表示，基於公正所以“证据必须在法庭上站得住脚”，讓法庭作出最终判决。 在调查过程中，JIT记录和评估了五十亿个互联网页面，采访了200名证人，收集了五十万张照片和视频，并分析了15万个截获的电话通话。 根据JIT首席检察官Fred Westerbeke的说法，刑事调查基于“庞大的证据体系”，包括平民目击证人的证词訪問，他们亲眼目睹了山毛榉导弹发射车，以及調查人員對原始雷达数据、路過旅客與隨機民車的原始照片和行車記錄儀视频的取證等等。

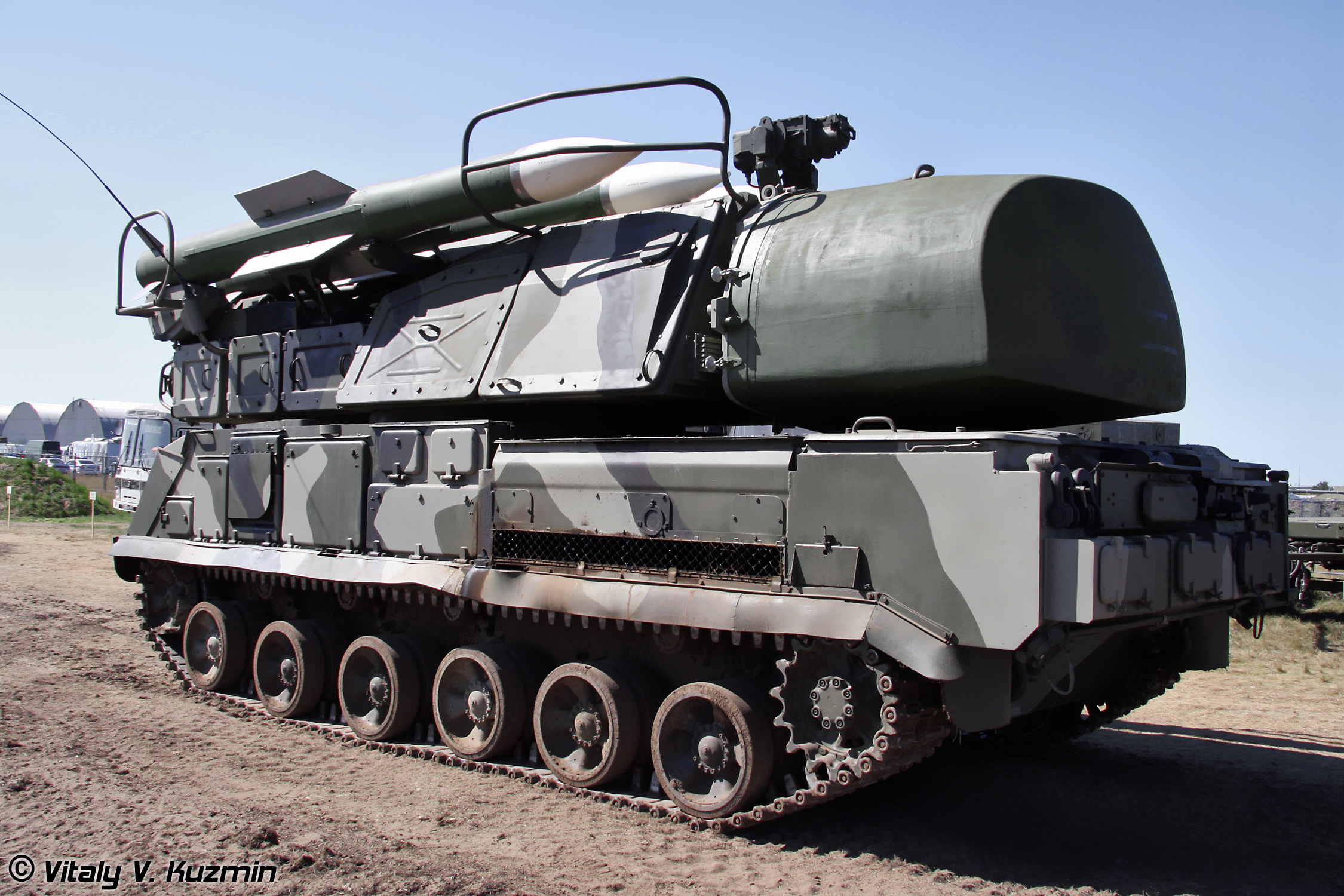
俄罗斯第53防空导弹旅使用的一辆同型号山毛榉导弹发射车

2018年5月24日，经过广泛的比较研究后，联合调查组（JIT）得出结论，击落该航班的山毛榉导弹发射车来自俄罗斯库尔斯克的第53防空导弹旅。 荷兰国家调查局的负责人要求目击者和内部人士分享关于山毛榉导弹操作组成员身份的信息，以及这些成员遵循的指示和负责2014年7月17日山毛榉导弹操作部署的人员。 根据荷兰检察署的说法，截至2018年5月24日，“俄罗斯联邦当局尚未向JIT报告53防空导弹旅的山毛榉导弹在乌克兰东部部署，以及这种山毛榉导弹击落了MH17航班。” 作为回应，俄罗斯总统弗拉基米尔·普京表示，俄罗斯将分析JIT的结论，但只有在成为调查的一方时才会承认这一结论。 与此同时，俄罗斯国防部坚称没有俄罗斯山毛榉导弹越过乌克兰边界。

#### 刑事诉讼
2019年6月19日，MH17失事聯合調查隊宣布他們已經有證據以谋杀罪起诉顿涅茨克人民共和国前国防部长伊戈尔·斯特列尔科夫、乌克兰东部武装情报单位军官杜宾斯基 (Sergey Dubinsky)、前俄罗斯军官普拉托夫 (Oleg Pulatov) 及事发时负责指挥的乌克兰东部武装人物卡申科 (Leonid Kharchenko）等人。
2020年3月9日，荷兰法庭正式開庭，对四名涉嫌击落马来西亚航空17号客机的嫌犯进行缺席审判，4名嫌疑人被控犯有谋杀罪。10月15日，在荷蘭向歐洲人權法院提出訴訟後，俄羅斯宣布退出與荷蘭、澳洲展開的三方協商。
2022年11月17日，荷蘭法院根據公開調查報告、證據等內容並宣佈終審，4名嫌疑人分別為奧列格·普拉托夫（Oleg Pulatov）、伊戈爾·基爾金（И́горь Ги́ркин）和謝爾蓋·杜賓斯基（Sergei Dubinsky），以及1名烏克蘭籍的列昂尼德·哈爾琴科（Leonid Kharchenko），據悉，雖有委任律師出庭，但四名嫌犯未能親自出庭證明，因而都缺席。另外被告也沒有對外有提出有力證據，結果確定除了普拉托夫之外，其餘3名嫌犯（兩人俄籍與烏籍武装分子）被判無期徒刑，并勒令需向遇难家属支付1600万欧元的赔偿金。同時根據證據指犯人因「執行造成損害的行為」故犯有謀殺罪。

#### 欧洲人权法院
2020年7月10日，荷兰政府宣布，其打算就MH17航班被击落一事，将俄罗斯告上欧洲人权法院。荷兰政府表示，通过这样做，它是在向已经向该法院提起的受害者家属的个案提供“最大限度的支持”。
2023年1月25日，欧洲人权法院裁定将受理对俄罗斯的诉讼，因为有证据表明当时自称“民兵”的分裂主义分子“在俄罗斯联邦的管辖之下”，而且莫斯科对这些武装分子的军事战略有重大影响。
2025年7月9日，欧洲人权法院就乌克兰和荷兰提起的四起案件，对包含俄罗斯从2014年击落马来西亚航空MH17航班，到2022年莫斯科全面入侵乌克兰后，对乌克兰实施谋杀、酷刑、强奸、破坏民用基础设施以及绑架儿童的行为负责作出严厉的判决。欧洲人权法院院长马蒂亚斯·古约马尔（Mathias Guyomard）在宣读长达501页的判决书时表示，欧洲人权法院一致认为，有迹象表明普京批准提供用于击落马航MH17航班的导弹，并根据荷兰政府提供的证据，认为单独行动的‘山毛榉’导弹系统无法区分军用飞机和民用飞机，并误以为那是一架军用飞机，是导致飞机被击落的原因。俄罗斯没有采取任何措施准确识别军事目标，违反区分和预防措施原则。马蒂亚斯·古约马尔也在裁定声明中指出，俄罗斯拒绝承认其参与MH17航班空难，也没有向幸存者和亲属提供任何法律救济，这种缺乏合作和否认的行为给受害者家属带来了额外的痛苦，并进一步违反人权义务。。

#### 民航公约下的法律行动
2022年3月14日，澳大利亚和荷兰宣布根据《国际民用航空公约》第84条对俄罗斯发起联合法律诉讼。
2025年5月12日，国际民用航空组织（ICAO）理事会根据荷兰和澳大利亚提起的案件裁定，俄罗斯应对2014年7月17日马来西亚航空公司MH17航班在乌克兰东部上空坠毁、机上298人全部遇难的事件负责。ICAO理事会一致投票认定，俄罗斯未能履行其根据国际航空法所承担的义务，即要求各国「不得对飞行中的民用航空器使用武器」。ICAO理事会表示，这是理事会历史上首次根据其争端解决机制就成员国之间争端的实质问题作出裁定。

## 民事诉讼
2015年7月，18名遇难者家属向美国法院提告，指控俄国公民，时任叛军领导人伊戈爾·基爾金“策划了击落事件”，并指控俄罗斯政府为该行为的同谋。2016年5月，33名遇难者家属向欧洲人权法院提告俄罗斯及弗拉基米尔·普京，认为俄罗斯的行为侵犯了乘客的生命权。2018年5月，在JIT得出俄罗斯参与制造坠机事件的结论后，270名荷兰受害者的家属加入了索赔诉讼。荷兰政府支持这一主张，并于2020年7月向欧洲人权法院提告俄罗斯，认为事发时莫斯科实际“有效控制”了导弹发射地所处的乌克兰地区。
2016年7月，马来西亚航空在马来西亚被15名乘客家属根据《蒙特利尔公约》提出两份单独的诉讼，理由是航空公司不应选择事发时使用的航线。此前，六名机组成员家属提起了另一项诉讼，指控航空公司疏忽和违反合同。

## 指挥人物识别
2017年12月，俄罗斯调查门户网站“The Insider”、美国新闻机构McClatchyDC和Bellingcat经过联合调查，确认使用“海豚”代号的高级军官为尼古拉·费多罗维奇·特卡切夫上校。特卡切夫被听到在JIT获取的窃听录音中指挥山毛榉导弹运输和部署。 2020年4月，同一团队又识别出另一位被多个“DPR”和“LPR”操作员称为“弗拉基米尔·伊万诺维奇”的高级指挥官为FSB上校安德烈·伊万诺维奇·布尔拉卡，俄罗斯边防军的第一副局长。
2023年2月8日，联合调查组(JIT)发表了对操作山毛榉导弹发射车的组员以及指挥链上负责任的调查报告。JIT表示目前有强烈迹象表明俄国总统普京本人参与了此事并批准了向亲俄武装运送山毛榉导弹。

## 国际反应

### 国际组织
- 联合国：秘书长潘基文呼吁对马来西亚“波音-777”航班坠毁事件展开国际性调查。联合国安全理事会于7月18日就乌克兰空难事件召開紧急会议，安理會成員國和空難相關國家代表出席會議，闡明各自立場。[127]7月21日，安理会以15票赞成全数通过了一份澳大利亚提出的有关MH17航班坠机事件的决议草案。通过的安理会第2166号决议对坠机事件表示最强烈谴责，支持按照民航准则对这次事件进行全面、彻底和独立的国际调查。决议同时要求乌克兰东部当地武装团体不采取任何可能破坏坠机地点原状的行动。要求立即停止坠机地点周围地区的所有军事活动，包括武装团体的军事活动，以便国际调查能够有保障和安全地进行。决议要求追究对这次事件负责的人的责任，要求所有国家充分配合追究责任的工作。决议还要求有尊严、尊重和专业地处理和搜寻受害者遗体[128]。
  -  国际民用航空组织（ICAO）：主管安东尼·菲尔宾（Anthony Philbin）表示，此前由于克里米亚上空复杂的航空管制，曾提醒各国潜在危险，目前如果有需要，国际民用航空组织随时愿意提供援助。2015年10月，ICAO对荷兰安全委员会的最后事故调查报告表示欢迎。主席奥卢穆伊瓦·贝纳德·阿留（英语：Olumuyiwa Benard Aliu）表示，ICAO将审查报告中对该组织适用的各项建议，并根据需要作出响应，以确保航空运输继续是最安全的旅行方式[129]。2025年5月12日，國際民航組織表示俄羅斯應該為此次空難負責。[39]

### 事件相关方
- 马来西亚：国防部长希山慕丁·胡先[130]表示，如果证实飞机被击落，将把事件带上海牙国际法庭并惩处责任人，并否认客机在乌克兰遭击落坠毁是因为闯入飞行禁区。交通部长廖中莱称，马方认为飞机是被导弹击落的，有证据证明坠机现场遭到破坏[131]。2019年JIT中期调查报告发布时，時任马来西亚首相马哈迪·莫哈末曾表示自己对空难的调查感到不满，并且认为这些调查都充满政治动机：“他们在调查开始前，就已经这么认定俄罗斯有罪，现在才来说有证据，这我们很难接受。”[132][133]不過，此話一出隨即引起喪生者家屬稱搞不清楚狀況，且馬來西亞已經參加調查組了[134]，另一方面，調查團隊中的馬來西亞部門則稱檢察官支持調查結果，稱事證結果「是基於廣泛的調查和法律研究。」[135] 2022年11月17日，在荷兰法院宣判俄国公民在内的3名被告导致MH17航班在乌克兰坠毁的罪行成立后，马来西亚首相依斯迈沙比里表示支持并满意荷兰法院的裁定[136]。2025年5月15日，马来西亚第10任首相安华·依布拉欣与俄罗斯总统普京会晤时提及马航MH17坠机事件的报告。安华指出，普京认真听取了各方提出的问题，并向遇难者家属表示同情和慰问。安华表示，普京已要求对此事进行彻底、彻底的调查，并且不要将此事政治化。安华也认为，普京在此案‘不准备合作’的说法并非事实，指出普京是不想同俄罗斯认为不独立的机构合作[137]。与此同时，安华在公开访问中只传递普京的反馈，但沒表明马来西亚对联合国调查报告的立场，其外交态度在国內引起质疑和批评声浪[138][139]。地缘战略学家则认为，安华的做法反映出马来西亚一贯不以「政治化」来解决问题，而是使用外交手段来获取地缘政治利益的做法[140]。

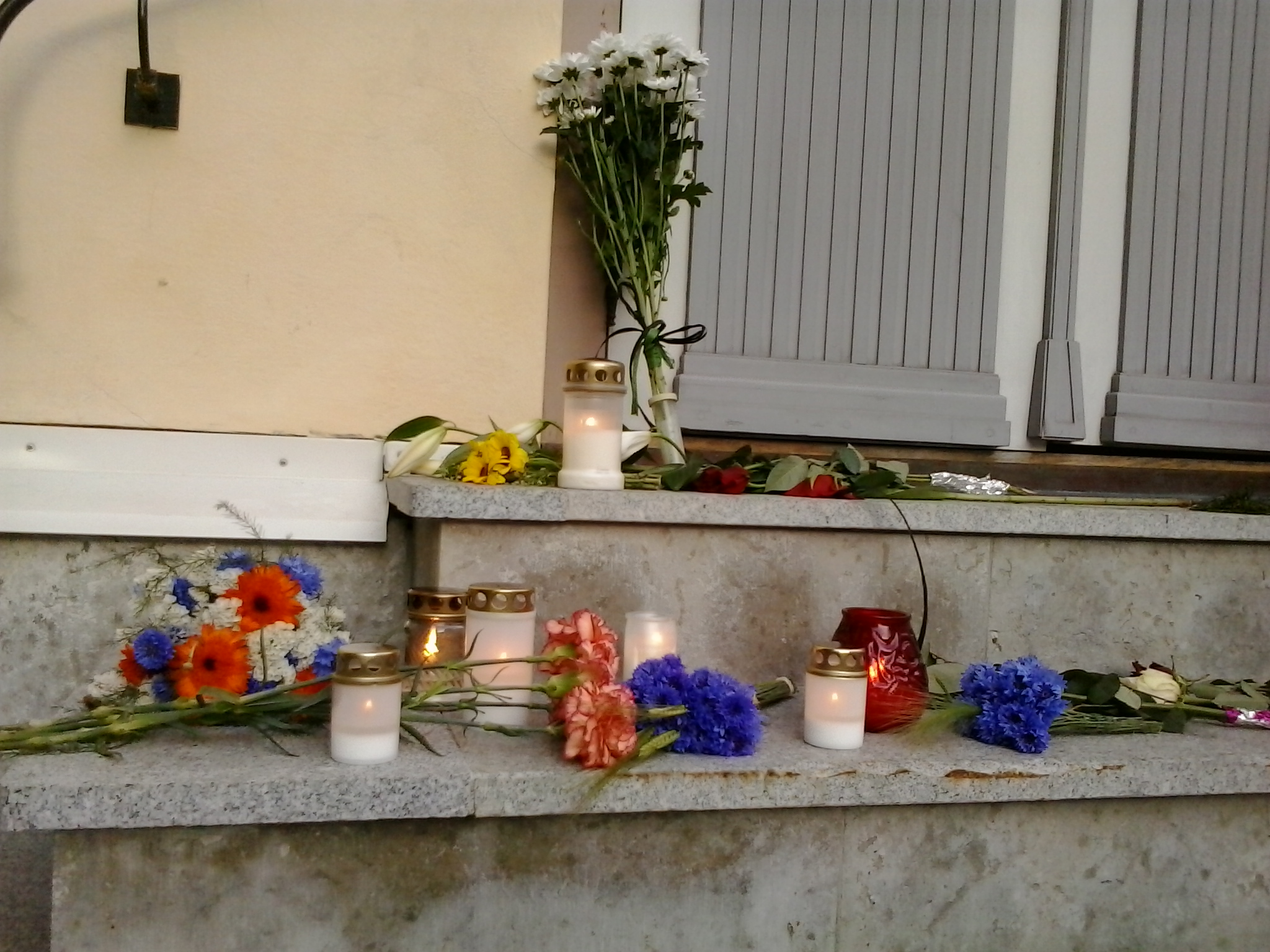
荷兰驻爱沙尼亚大使馆前的鲜花和蜡烛

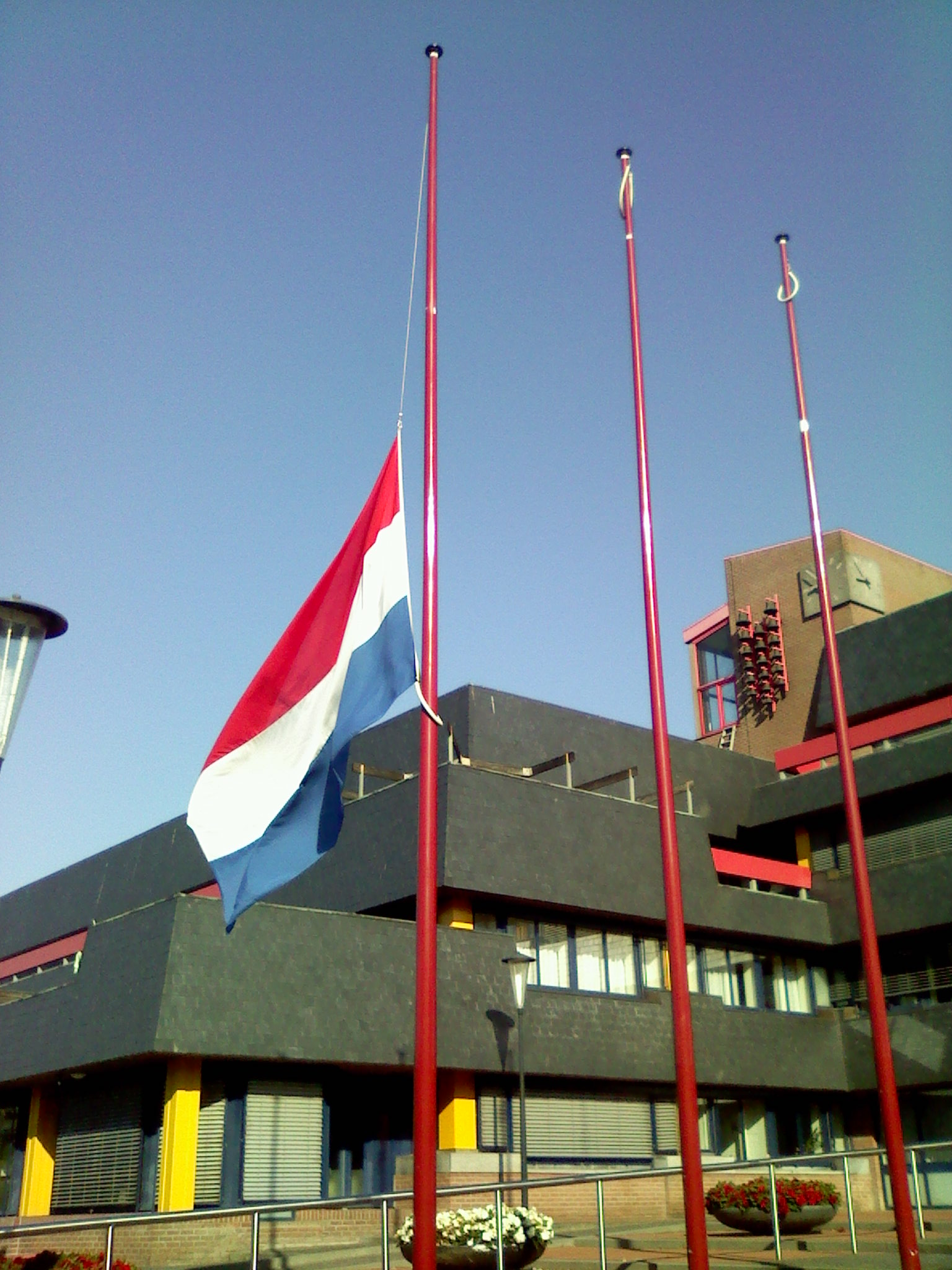
荷蘭荷恩市政廳的荷蘭國旗降半旗，以悼念遇難者

- 荷蘭：首相馬克·呂特从布鲁塞尔赶回荷兰，他对马航坠机表示震惊，并表示：这美丽的夏天以最黑暗的方式结束。[141]荷兰宣佈全國及世界各地的荷兰大使馆均降半旗，为逝去的同胞哀悼[142]。马克·吕特宣布将2014年7月23日订为全国哀悼日，并于该日以庄严的仪式迎接从乌克兰运抵的首批MH17遇难者遗体回国[143]。2025年7月9日，荷兰外交大臣卡斯帕·费尔德坎普（英语：Kasper Veldkamp）表示，他希望欧洲人权法院的裁决能为遇难者家属带来“正义感和认可”[144]。

- 乌克兰：時任总统波罗申科认为，MH17坠毁“不是一起事故，不是一场灾难，而是一次恐怖主义行为。”并表示：“这些人竟敢击落马来西亚航空的飞机，是在向马来西亚、美国、东南亚国家联盟以及全世界宣战。并向马来西亚最高元首苏丹端姑阿都哈林以及荷兰国王威廉-亚历山大表示了慰问[145]。2022年11月17日，时任总统泽连斯基赞扬荷兰法院对击落MH17的3名肇事者判处无期徒刑的裁决，并强调追究肇事者责任的重要性，同时也向俄罗斯传达了一个信息，即再多谎言也逃不过正义的审判[146]。他也指责俄罗斯在MH17一事上谎话连篇[147]。2025年7月9日，乌克兰称赞欧洲人权法院作出的裁决「具有历史意义且史无前例」，称其为法律和道德上的胜利[144]。

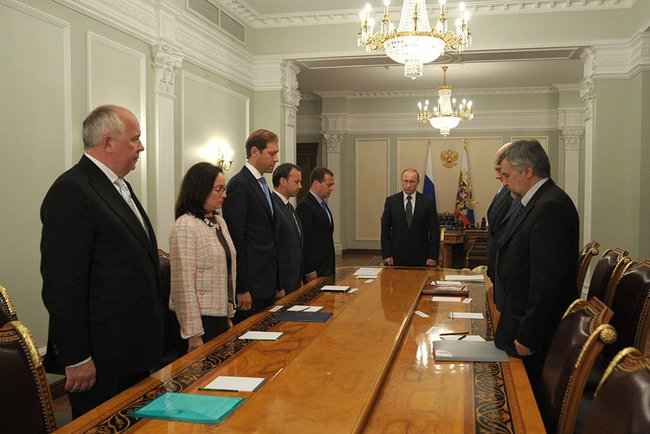
俄罗斯总统普京与政府官员向马来西亚君主和首相致哀

- 俄羅斯：总统弗拉基米尔·普京指責烏克蘭政府要為空難負上責任[148][149][150]，他又認為調查完成前不應太早下定論及在政治上借題發揮，承諾俄羅斯會配合國際民航組織主導的調查[151]。7月19日俄羅斯國防部公布MH17的雷達、衛星遙測等數據。國防部副部長安東諾夫對乌克兰政府提出10點疑問，包括烏克蘭航管局在飛機失事前命令MH17航班降低飛行高度，要求烏克蘭提出有關地面塔台通話紀錄，並要求烏克蘭軍方公佈山毛櫸導彈在事發前烏東部的部屬，並質疑有關指控MH17是俄羅斯擊落的說法和不實指控，以及質疑美國白宮發言人在第一時間調查小組的真相未確認時就批評俄羅斯是一種信息戰[152][153][154]。俄罗斯拒绝了欧洲人权法院于2025年7月9日作出的裁决，克里姆林宫发言人德米特里·佩斯科夫称该裁决“无效”，并表示俄罗斯不会遵守[144]。
  -  顿涅茨克：自行宣布独立的頓涅茨克人民共和國否认击落马航飞机的消息，称基辅政府企图将责任推卸给民间武装，他们说他们的防空导弹最多能打到3千米，而马航飞机飞行高度为1万米，他们會成立协调调查马来西亚波音客机在乌克兰东部坠毁并与相应国际组织协作和同其遇难者家属进行工作的指挥部。

- 德国：总理安格拉·默克尔18日表示，目前就坠机事件下结论还为时尚早，呼吁法医等调查团队展开调查[155]。

- 英国外交大臣詹姆斯·克莱弗利表示，荷兰法院对3名击落MH17的肇事者作出的有罪判决，是为遇难者家属伸张正义的重要一步。这场坠落事件也震惊地清楚地提醒人们，俄罗斯多年来在乌克兰的行动所造成的人命损失。英国将与所有在这场令人发指的袭击中丧生的人的家属同在[156]。

- ：总理托尼·艾伯特宣佈，澳大利亚各地的地方政府部门建筑明天将降半旗，为航班上的27名澳大利亚公民致哀。等到“乘客家属可以消化这一可怕的事件”时，将确定全国哀悼日，并举行官方追悼活动。艾伯特同時认为，发生在乌克兰东部的马航空难的调查情况会对俄罗斯是否能够参加11月在澳大利亚布里斯班举行的G20峰会产生影响；也表示如果事件被證明是一個擊落，這將是一種犯罪行為，肇事者將被繩之以法[157][158]。澳大利亚外交部长黄英贤对2025年7月9日欧洲人权法院裁定俄罗斯应对MH17航班坠毁事件负责的裁判表示欢迎，并称这是「298名遇难者及其亲人的历史性时刻」，呼吁俄罗斯必须向澳大利亚和荷兰进行赔偿[159]。

- 印度尼西亞：总统苏西洛·班邦·尤多约诺呼吁国际社会对马航坠机事件展开调查，并把行凶者绳之以法，印尼力挺马来西亚在联合国安全理事会对这起事件采取立即和严正的措施和准备好加入国际调查行列，苏西洛力促东盟（亞細安）成员必须团结一致，以协助马来西亚处理这起事件。同時，他要求印尼各航空公司避开乌俄边境航域。

- 加拿大：總理史蒂芬·哈珀對事件感到震驚，表示已經準備支持有關當局調查事件[160]。

### 其他

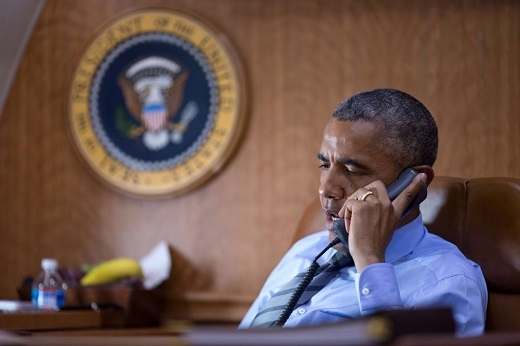
时任美国总统贝拉克·奥巴马在空军一号上与乌克兰总统彼得·波罗申科互通电话。

- 美国：政府官员证实，侦察卫星提供的跟踪数据显示，在乌克兰东部坠毁的马来西亚航空17号航班系被地空导弹击落。五角大楼怀疑，乌克兰反政府武装在俄罗斯帮助下发射了缴获的政府军地空导弹，前国务卿希拉里·克林顿在接受美国公共电视网PBS采访时称，有证据指向坠机事件的背后有俄方的身影，并表示“需要提醒普京不要做得太过火，美国不会袖手旁观”。白宫发言人发表声明，要求乌克兰“立即停火”，以确保对在其东部地区坠毁的马航MH17客机展开调查。联邦航空管理局早前已禁止美国客机飞越MH17坠落地区空域。总统奥巴马将这一袭击称为“无法形容的暴行”[161]，並表示已於电话中告知乌克兰总统波罗申科，在国际调查人员抵达前，坠机现场证据必须保留原状[162]。2022年11月17日，美国国务院表示欢迎荷兰法院认定在乌克兰东部的俄罗斯代理人部队的3名成员因参与击落MH17航班而被判有罪的裁决，是为遇难的298人伸张正义的重要时刻，也是荷兰、澳大利亚、比利时、马来西亚和乌克兰当局组成的联合调查组持续努力的结果[163]。

- 中华人民共和国：外交部发言人秦刚表示，对此次空难感到震惊，并向遇难者表示深切哀悼，向他们的家属表示诚挚慰问[164][165]。国家主席习近平7月18日在布宜诺斯艾利斯與阿根廷总统克里斯蒂娜共同会见时，表示对这一事件应该进行公正、客观的调查，尽快查明真相[166]。国务院总理李克强就该事件分别向马来西亚和荷兰两国领导人致慰问电[167]。

- 中華民國：中華民國政府將烏克蘭境內顿涅茨克與盧甘斯克兩地的旅遊警示燈號維持在「最高警示」之紅色[168]。

- 新加坡：总理李显龙通过推特和面书发表帖文，表示已致电马来西亚领导人。他向罹难者家属表达深切慰问，且愿意提供援助，并强调新加坡与马来西亚同在[169]。

- 古巴：已退休的领导人菲德尔·卡斯特罗撰文称，乌克兰政府应对马航客机被击落负责。卡斯特罗的这一言论发表在在官方媒体的专栏里，标题为《非凡的挑衅》。

- 日本：外務大臣岸田文雄對空難感到震驚，並對罹難者及其家屬表示由衷的哀悼。並認為如果馬航真的是被擊落，則國際社會應對此明目張膽的行為予以強烈譴責[170]。

## 俄媒对此事的报道
俄罗斯媒体的报道与大多数其他国家的报道不同，并且随着时间的推移发生了显着变化。根据Bellingcat的调查，俄国这些说法的变化经常是对荷兰安全委员会和联合调查小组披露的新证据做出的回应。根据列瓦达中心于2014年7月18-24日在俄国进行的民调，80%的俄国人认为MH17坠毁是由乌克兰军队制造，仅有3%受访者将事故归咎于俄国武装。研究人员认为这些观点是受到了电视信息圈的影响。事发三天内，俄国互联网研究机构的“巨魔农场”（网军）发布了111486条来自虚假账户的推文，这些推文主要由俄语发布，起初称叛军击落了一架乌克兰飞机，但很快转而指责乌克兰制造了这其袭击。这不仅是俄国互联网研究机构在一天之中发假推文最多的一次，还是他们历史上发推最多的一个主题。
与之相反，俄罗斯自由派反对派报纸《新报》(Novaya Gazeta)就用荷兰语发表了一篇标题，标题为“Vergeef ons, Nederland”（“请原谅我们，荷兰”）。
2014年7月，曾在今日俄罗斯（RT）任职5年的记者萨拉·弗斯 (Sara Firth) 辞职，以抗议该频道对坠机事件的报道，她称这些报道是“谎言”。

### 声称“顿军”击落了乌克兰军机
事发后第一时间，俄国公民，原俄罗斯联邦安全局（FSB）特工伊戈尔·基尔金（化名“斯特列尔科夫”）以顿内次克军队领导人的身份在社交网站VKontakte发帖称“击落了一架乌军An-26运输机”。但不久删除。随后俄媒生活新闻门户网站报道称，当地时间16:00左右，分裂分子用导弹击落了“乌克兰空军An-26运输机”，称其为“顿涅茨克民兵的新胜利”（俄国在2022年前坚称没有派兵入侵乌克兰东部）。这一消息立即被各路新闻网站，以及俄罗斯24电视台转载。大约与此同时，负责将山毛榉导弹发射车运输至“顿国”的列昂尼德·哈琴科 (Leonid Kharchenko) 向其指挥官谢尔盖·杜宾斯基 (Sergei Dubinsky) 报告，发射车“已到达现场，并且已经击落了一架乌克兰对地攻击机”。
然而，当发现被击落的明显是一架民航机之后，俄国武装媒体否认对此承担任何责任，坚称他们没有能达到商业航班飞行高度的防空导弹。

### 声称客机是被乌克兰空军击落
坠机事件发生后的第一年，俄罗斯官方媒体声称乌克兰空军的一架苏-25攻击机击落了MH17号民航机”。俄媒称俄罗斯空中管制员获取了雷达数据，“证明”MH17附近有乌克兰军机，并将之泄露给莫斯科一家报纸。俄国还宣称，一名“乌克兰空军逃兵”告诉他们他曾无意中听到乌克兰飞行员在事发当天讨论击落了错误的飞机。
2014年11月15日，俄罗斯官方电视台第一频道又报道MH17客机被一架乌克兰苏-25战机从后方射击，还出示了“卫星拍摄的照片”来支持这一说法。这一“证据”被许多其他俄罗斯媒体转载，但不久之后，俄国所谓的“卫星照片”被发现纯属伪造。除了其他问题之外，这张“卫星照片”中的两架飞机相对于下面的地形来说都太大了，显示这是一项粗糙的复制粘贴作品。此外，同一张照片甚至还被俄国官媒在2015年土耳其击落俄罗斯战斗机事件发生后用于“证明”俄军机在被击落时没有侵犯土耳其领空。后来有消息称，这张照片最初是由一位自称航空专家的人在俄罗斯网络论坛上发现并通过电子邮件发给俄罗斯工程师联盟副主席的，此人后来道歉称他对这些信息的使用方式不满意。2019年接受纽约客杂志采访时，第一频道CEO康斯坦丁·恩斯特说对所谓“卫星照片”的报道是人为错误，不是故意的。
2014年12月25日，俄国官方新闻社俄新社报道称，自封为“顿国”领导人的亚历山大·扎哈尔琴科称，他“亲眼目睹了MH17被两架乌克兰战机击落”。
关于苏-25攻击机击落了波音客机的说法是“乌克兰应对事件负责”的宣传战略叙述的一部分，并且使用了被篡改的数据作为其关键的欺骗机制。但当证据表明击落客机的是地对空导弹而不是空对空导弹时，俄媒中客机被苏-25攻击机击落的说法就立即改为了“客机被乌克兰操作的山毛榉导弹击落”

#### 揭穿
苏-25是一种对地攻击机，其设计目的不是用于空战。联合调查组（JIT）、荷兰司法部检察署和许多独立专家（包括苏-25飞机的首席设计师弗拉基米尔·巴巴克）均否定了MH17被苏-25发射空对空导弹击落的说法。
检察官得出的结论是这一说法是错误的。唯一可用于击落的MH17这样客机的空对空导弹是R-33，R-37R-37或R-40导弹，而苏-25飞机并不能携带这些导弹。苏-25飞机的设计师弗拉基米尔·巴巴克还表示，苏-25飞行速度比波音777慢，而且其升限也仅为约7公里，而MH17在事发时飞行高度是10公里。斯德哥尔摩国际和平研究所(SIPRI)高级研究员Siemon T. Wezeman和《大众科学》杂志也认为苏-25在技术上不可能击落这样一架飞机。俄国航空工程师马克·索洛宁指出，由于升限原因，苏-25即使采用跃升攻击也无法击落飞行在高空的MH-17。防务分析家Lukáš Visingr也称苏-25不可能击落了MH17。
2016年调查报告指出MH17是被地对空导弹击落后，俄军展示的雷达记录便不再包含“乌克兰军机”在该区域出现的内容。
2022年俄国对乌克兰发动全面入侵之后，俄国驻法国使馆又拿出这套理论指责是乌克兰空军击落了MH17。

### 声称客机被乌克兰山毛榉导弹击落
荷兰调查团所做出的MH17被俄制山毛櫸飛彈击落的结论后，2018年9月19日，俄罗斯对此结论表示赞同，但对于导弹来源提出质疑。俄国宣称，该編號為8868720的飛彈於1986年12月29日由俄罗斯生产并部署于驻扎在烏克蘭的蘇聯防空部隊第223防空團，在苏联解體後歸屬乌克兰，防空團亦搬遷到利沃夫州斯特里市；同时，俄国声称根据现场寻获的弹头破片，此弹仍使用的是原装弹头，而俄罗斯自己的同型导弹已在延寿维护中将弹头更新为另一种破片式样，然而俄国没有提供进一步证据证明此说法。

#### 揭穿
然而，JIT通过比对大量俄军和乌军装备的山毛榉导弹的照片，发现只有一辆发射车拥有击落MH-17的那辆发射车的全部特征，而这辆发射车就是调查报告中来自驻库尔斯克的俄军第53防空导弹旅的那辆。

### 阴谋论
事发后第二天（7月18日），先前发帖庆祝击落“乌克兰安-26飞机”又旋即删帖的伊戈尔·基尔金以“顿巴斯民兵”指挥官的身份表示，“大量尸体已经不新鲜了”。他接着说，“乌克兰当局有能力做出任何卑鄙的事”；并声称在残骸中发现了大量血清和药物。基尔金还声称，一些乘客在坠机前几天已经死亡。
俄罗斯政府资助的电视网络RT今日俄罗斯最初表示，这架客机可能是在一次由乌克兰“西方支持者”组织的刺杀弗拉基米尔·普京的阴谋中被乌克兰击落的。由于普京的飞行路线位于乌克兰以北数百公里处（远超山毛榉导弹可能的射程），因此这一消息很快便遭到驳斥。
俄媒传播的其他阴谋论还包括声称乌克兰人错误击落了这架客机，指与2001年西伯利亚航空公司1812号航班在乌军演习中被误击坠毁的事件相似（这个说法出现于2014年12月，然而，俄伪军当时并未操作任何飞机，亦不知为何要对其使用防空导弹）、还有乌克兰空中交通管制员故意将航班改道飞越战区、乌克兰政府组织这次袭击是为了抹黑俄国武装等说法。随着DSB和JIT的调查越来越多地指向俄国武装，俄罗斯大众传媒开始传播了更多的替代理论。
2022年11月17日，在几名俄国公民和武装分子被荷兰判决有罪后，俄国再次否认参与制造了MH17民航机空难。与此同时，俄罗斯也抨击荷兰法院的判决是出于政治动机，并拒绝引渡要求。荷兰外交部随着就俄罗斯发表试图抹黑荷兰宪法而传召俄罗斯驻荷兰大使问话。俄罗斯还被发现在某些平台上篡改荷兰宣判结果。

## 追思
2015年7月，马来西亚举行追悼儀式。7月17日，約2,000名罹難者家屬在荷蘭中部一間教堂舉行一周年非公開追思會，荷蘭全國降半旗哀悼。同時在烏克蘭頓涅茨克墜機現場的村莊，也有追悼儀式。
2016年，一名少年骇客“賽博安納金”侵入数个俄罗斯网站的数据库以作为对这起空难事件的反应。

## 事故後續
休班矿工、当地警方及救援人员整理瓦砾以搜寻生还者。出事后，乌克兰才終於关闭东部领空的所有高度的航线，2014年，当局本來已关闭顿涅茨克州7,900（25,900英尺）以下空域，事實上，事故前三天（7月14日）已經升至9,800（32,200英尺）。不過，欧洲航空安全组织发表声明，称MH17出事地点位于10,060（33,010英尺），属限制空域上方的合法路線。因爲當時航空公司普遍認為讓客機從高空飛越低強度戰區是安全的，可是並未充分警覺到俄軍裝備有較為先進的中程防空飛彈，並且敢於轉移武器大量介入境外衝突的可能性，此點在後來的報告中也被指出烏克蘭缺乏對當地情勢相對特殊的考慮，批評民航部門本可對此計畫出更進一步的預防性措施。

### 民航客机绕行
事件发生后，汉莎航空、法国航空、土耳其航空、俄罗斯洲际航空、达美航空、英国航空、俄罗斯航空、印度航空、捷特航空和荷兰皇家航空开始禁止班机进入乌克兰东部或全境领空范围。NOTAM通知美国航空公司的班机禁止在乌克兰境内飞行，同时乌塔航空、意大利航空和维珍航空也宣布他们的班机将会重新规划航行的路线。英国交通部已经要求该国的班机不要进入乌克兰领空范围。台湾方面，中華航空早在2014年克里米亞危機時就更改飛航路線，不再經烏克蘭領空；長榮航空隨即調整航線，避開烏克蘭領空，往南改經土耳其領空，航程增約20分鐘。中国大陆的中国民用航空局已要求国内航空公司所有飞越乌克兰的航班绕飞，避开事发空域。

### 股票下跌
事发当天，马来西亚航空公司的股票跌至0.195令吉，最低时跌至0.185令吉，相比前一交易日收盘0.22令吉，大幅缩水了18%。同比去年同一时间跌幅为36%。
同時，因地缘政治紧张，VIX指数暴涨30%，美股周四收盘整体下跌，标准普尔500指数收盘报1,957.85点，下跌23.72点，跌幅1.20%。纳斯达克指数收盘报4,363.77点，下跌62.19点，跌幅1.41%。道琼斯指数收盘报16,975.88点，下跌162.32点，跌幅0.95%，這推动了避险情绪，马航客机坠毁後40分钟金价被推高约20美元/盎司。纽交所黄金期货主力合约（8份交割）周四收盘报1,317.30美元/盎司，上涨17.50美元，涨幅1.35%。交易员们称，在这些因素影响下，黄金投资者们纷纷开始做多并且进行空头回补。外汇市场卢布对美元大跌，跌幅达1.8%。欧洲主要股指急剧下跌。17日，德国DAX指数下跌超过1%。俄罗斯市场指数基金ETF（RSX）直线跌落近5%。纽约股票市场也应声下跌。17日，纽约股市三大股指全线下跌。投资者情绪受到飞机坠毁消息的严重打击。截至当日收盘，纽约股市道琼斯工业股票平均价格指数跌161.39点，至16,976.81点，跌幅近1%，为近两个月来最大单日跌幅。标准普尔500指数下跌1.2%。当日，在以色列军方开始地面进攻加沙地带的军事冲突升级后，纽约股票市场抛售情绪进一步加剧。

### 航班編號更改
該航班屬馬來西亞航空航班，其航班編號為MH17/MAS17（MH是IATA航空公司代碼，MAS則是ICAO航空公司代碼）。荷蘭皇家航空代碼共享航班號KL4103/KLM4103。
馬來西亞航空在事發後於7月18日宣布從7月25日起將航班編號17号停用，並將編號調整為19号。而荷蘭皇家航空代碼共享航班號亦會調整為4123号。

### 暫停烏克蘭客運航線
受墜機事件影響，原定阿聯酋航空於8月1日起無限期暫停杜拜—烏克蘭基輔航班（EK171/EK172）的計劃，提前至7月18日實施。而原本7月17日飛往基輔的EK171航班隨即折返回杜拜。

### 馬來西亞国会议员評論事故
空难发生后，马来西亚吉兰丹州兰斗班让伊斯兰党国会议员茜蒂再拉表示，这次意外的起因是馬來西亞國際航空「惹怒了真主阿拉」，并认为該航空公司应该停止提供酒精饮料，还应该检讨女性空服员、尤其是穆斯林女性的服装。她的言论受到众多非政府组织的批评。

### 澳大利亚制裁涉事人员
澳大利亚政府于2023年6月24日宣布对有份参与击落行动的前格鲁乌军官谢尔盖·杜宾斯基（Sergey Dubinsky）、俄罗斯联邦武装力量上校谢尔盖·穆奇卡耶夫（Sergey Muchkaev）和顿巴斯分离主义者领袖列昂尼德·哈琴科（Leonid Kharchenko）实施經濟制裁和旅遊禁令。